# ポケットモンスター スカーレット・バイオレット
『ポケットモンスター スカーレット・バイオレット』（英語: Pokémon: Scarlet and Violet）は、株式会社ポケモンより2022年11月18日に発売されたNintendo Switch用ロールプレイングゲーム『ポケットモンスター スカーレット』と『ポケットモンスター バイオレット』の総称。ポケットモンスターシリーズ完全新作の10作目。略称は「ポケモンSV」。

## リリース
2022年2月27日に『Pokémon Presents 2022.2.27』で発表された。また、同年の6月1日には「2nd Trailer」が公開され、公式サイトも更新された。
2023年5月30日からは『Pokémon HOME』と連携することでこれまでのシリーズに登場した一部のポケモンを連れてくることが可能になった。
2025年6月5日からは同年同月同日に発売された『Nintendo Switch 2』で遊ぶときのフレームレート向上と高解像度化に対応出来るようになった。

## ゲームシステム
本作の特徴として、オープンワールドを採用していることが挙げられる。自由に駆け巡ることのできるフィールドで、ストーリーに決められた順序のない新たな冒険スタイルを体験することができる。具体例として、従来通りにジムバトルとチャンピオンリーグが存在するが（後述）、ジムの周回順は決められておらず、どのジムからでも自由に挑戦が可能となっている。ただし、トレーナーのポケモンレベルに関しては固定であるためある程度道筋は決まっている。
今作では戦闘周りのオプション設定（戦闘アニメーションやポケモンの交代）が変更不可能になっている。
オープンワールド
今作は自由にフィールド上を旅することができ、以下の3つのメインシナリオがある。シナリオごとに異なるパートナーと共に冒険し、各シナリオの目的を達成して最後にパートナーとのポケモンバトルに勝てばそのシナリオはクリアとなる。
「チャンピオンロード」（パートナー：ネモ）
従来作のように各地のジムを巡り、チャンピオンランクを目指す物語。このシナリオを進めると、主人公が扱えるポケモンのレベルの上限が開放され、お店で買える商品のラインナップが増える。
「レジェンドルート」（パートナー：ペパー）
強大な力を持つヌシポケモンによって守られている各地の珍しい食材「ひでんスパイス」を探し、瀕死の重傷を負ったペパーの相棒マフィティフの治療と主人公の持つコライドン・ミライドンの能力を取り戻すことを目的とする物語。
「スターダスト★ストリート」（パートナー：ボタン）
パルデア地方各地のアジトに居座るアカデミーの問題児たち「スター団」のボスを倒していく物語。このシナリオを進めると、作る事ができるわざマシンの種類が増える。
テラスタル
トレーナーの持つ「テラスタルオーブ」の力により、ポケモンが光輝くようになり、自身が持つテラスタイプに対応する技が強化される。なお、テラスタルタイプは、同一種でも個体によって異なるテラスタルタイプを有しているポケモンもいる。また、タイプによって宝石が変更（例えばくさタイプは花、ひこうタイプは風船、ゴーストタイプはポケモンタワーの幽霊など）する。なお、見た目が変化する点は「メガシンカ」や「キョダイマックス」、技が強化される点は「Zワザ」や「ダイマックスわざ」とほぼ共通している。メガシンカ・ダイマックス同様、敵トレーナーが使用するテラスタルは出た直後のターンに発動する。また、ジムリーダーのポケモンはテラスタル中、BGMが変化する。
テラレイドバトル
トレーナー4人でテラスタルポケモンに挑むレイドバトル。リアルタイムバトル方式となっており、味方の攻撃を待たず自分自身のタイミングで行動することができる。

## ゼロの秘宝
有料追加コンテンツ。新たなフィールドや新規キャラクター・ポケモンが2回に分けて配信された。追加コンテンツを購入していなくても、配信に伴う無料アップデートにより通信交換やPokémon HOME経由で新たなポケモンを入手することもできる。
前編にあたる「碧の仮面」の舞台「キタカミの里」は、アップルヒルやカシス（クロスグリ）、恐山、白神山地、古津軽の鬼コ・鬼伝説など、青森県を含む北東北がモチーフとされており、公式は配信に先立って青森市の東北新幹線・新青森駅において津軽弁の宣伝フラッグを掲載したり、青森ねぶた祭に「オーガポン＆ピカチュウ前ねぶた」を出陣、青森県名物のねぶた漬とコラボパッケージを発売するなど、青森県内で精力的なプロモーションを実施した。
前編・碧の仮面
2023年9月13日配信。林間学校として新しい舞台である「キタカミの里」へと訪れることになる。主人公はそこでキタカミの里の昔話を紐解いていくことになる。
後編・藍の円盤
2023年12月14日配信。アカデミーの姉妹校である「ブルーベリー学園」へと交換留学で訪れる。
番外編
2024年1月11日配信。アカデミーの友達であるペパー・ボタン・ネモと「キタカミの里」を訪れる。

## 世界観
舞台はパルデア地方。そびえたつ山々や湖、荒野に大地などが一続きになっている。屋外型のポケモンセンターが地方内に数多く点在していることが特徴である。
- 英語・ドイツ語・スペイン語・フランス語・イタリア語版は「Paldea」と表記される。
- 韓国語版での表記は팔데아지방（北朝鮮: 빨데아지방（1992年式: Ppaltea Chipang）、漢字: 팔데아地方（北朝鮮: 빨데아地方）、2000年式: Paldea Jibang、MR式: P'altea Chipang）と表記される。
- 中国語版での表記は、簡体字: 帕底亚地区、繁体字: 帕底亞地區（拼音: pàdǐyà dìqū、注音符号: ㄆㄚˋㄉㄧˇㄧㄚˋㄉㄧˋㄑㄩ）と表記される。

主人公は地方最古の学校であるオレンジアカデミー、またはグレープアカデミーに在籍する。そこで、「宝探し」をテーマとした課外授業が言い渡され、冒険に出ることになる。

### 都市
コサジタウン
「スカーレット・バイオレット」の「はじまりの町」。ネモの家を降りた先のビーチにバトルフィールドがある。
プラトタウン
コサジタウンとテーブルシティの間にある小さな町。
テーブルシティ
パルデア地方の中心にある最大都市。主人公の通う学校もここに位置する。いろんな店が何個も集まっており、ワープ地点が3か所ある。
セルクルタウン
テーブルシティ西にある町。農業が盛んで、豊作祈願のオリーブ転がしを毎年やっている。
ボウルタウン
テーブルシティ東にある町。花と芸術の街。
ハッコウシティ
パルデア東部最大の街。高層ビルが立ち並ぶ埋め立て都市である。
カラフシティ
パルデア西部、ロースト砂漠東側にある町。水流エレベーターによって上と下を行き来する。
マリナードタウン
ロースト砂漠北西の海沿いにある町。競りが行われている。
チャンプルタウン
オージャの湖の東に位置する町。宝食堂がある。
ピケタウン
ナッペ山頂南東にある村。
フリッジタウン
ナッペ山山腹にある静かな村。
ベイクタウン
地方南西部の高地にある町。

### その他のエリア
エリアゼロ
パルデア地方中央にある巨大なクレーター「パルデアの大穴」内部のエリア。煌びやかな結晶があちこちに点在し、古代/未来からやってきたパラドックスポケモンが生息している。オーリム/フトゥー博士はこのエリアの最深部にゼロラボを構え、研究拠点としていた。
キタカミの里
「碧の仮面」の舞台となる、パルデア地方からはるか東方にある山里。集落「スイリョクタウン」を中心としたエリアで、オーガポンやともっこにまつわる伝説がある。
ブルーベリー学園
「藍の円盤」前半部の舞台となる、イッシュ地方の海上にある学校。バトルに力を入れておりダブルバトルが盛ん。
海中庭園テラリウムドームにはポケモンが過ごしやすい環境が人工的に整備され、歴代のパートナーポケモンや特定の地方でしか見られなかったリージョンフォームのポケモンが暮らしている。
ゼロの大空洞
「藍の円盤」終盤で訪れる、エリアゼロの地底深くにある地底の大空洞。地上部よりさらに高密度のテラスタルエネルギー結晶が点在し、テラスタイプ・ステラのポケモンがみられる。その奥にはテラスタルのおおもとの存在・テラパゴスが眠っている。

## 登場人物
担当声優はメディアミックス作品での配役。テレビアニメシリーズでの配役はポケットモンスター (2023年のアニメ)を参照。言語によって登場人物の名前は異なっているが、()内は英語版の名前を元に記載している。

### 主要人物
主人公
声 - 田所あずさ（ハルト・ポケマス）、諸星すみれ（アオイ・ポケマス）
本作の主人公。これまでのシリーズ同様スタイル（肌の色）と名前を設定できるのに加えて、今作では髪色やほくろの位置などを細かく決められるようになった。バージョンによって服の色が異なる。
コサジタウンに移住してきた転校生で、母親と色違いのホシガリスと暮らしている。
ネモ (Nemona)
声 - 松井恵理子（放課後のブレス） / 内田彩（ポケマス）
「チャンピオンロード」のパートナー。コサジタウンに住む、主人公の友達の少女。主人公とは同じクラスであり、お隣さんでもある。父親はスマホロトムを開発する企業の役員勤めていることから家は裕福で両親を「お父様」「お母様」と呼ぶ一面をもつ。オレンジアカデミー / グレープアカデミーの生徒会長を務めている。
ポケモントレーナーの先輩として主人公をリードしてくれる明るくてバトルが大好きな頼れる存在。ただ作品序盤に主人公と出会った直後から「はやく戦（や）ろう!」と勝負を仕掛けるなど、いわゆる戦闘狂のような一面もある。
今作におけるチャンピオンランクの一人であるが、初めにプレイヤーが選択する3体のポケモン（御三家）のうち、主人公が選ばなかったものの中でタイプ相性が悪い方を選択し使用する。また他の仲間達とは違い、過去作のライバルのようにシナリオ中何度も勝負を挑む。
最終的な手持ちは最終進化した御三家の他にルガルガン（まひるのすがた）、パーモット、ヌメルゴン、ノココッチ（みつふしフォルム）、ミミズズ。「ゼロの秘宝番外編 キビキビパニック」での戦闘ではノココッチとミミズズに代わってジャラランガと、最初の選択に応じてアブリボン・ミロカロス・ヨノワールのいずれかが加わり、さらにクリア後の特別講師戦及び学校最強大会ではヌメルゴンに代わって最初の選択に応じてジュナイパー・ゴウカザル・ゲッコウガのいずれかが加わる。エースポケモンはどの戦いでもパートナーポケモンで、2戦目のみパモをでんきタイプにテラスタルし、3戦目以降はウェルカモ→ウェーニバルをみず→かくとうタイプ/ニャローテ→マスカーニャをくさ→あくタイプ/アチゲータ→ラウドボーンをほのお→ゴーストタイプにテラスタルさせる(「キビキビパニック」での戦闘からテラスタイプが変わる)。
ペパー (Arven)
声 - 古川慎（放課後のブレス・ポケマス）
「レジェンドルート」のパートナー。主人公の先輩で、博士の息子。料理が得意で、ポケモン向けの健康料理を研究している。一方、ポケモンバトルは苦手である。
主人公とは灯台近くで出会い、コライドン／ミライドン専用のボールを渡す。
相棒はマフィティフだが大怪我を負っており、ポケモンセンターでも治療出来ない状態に至っている。その為、マフィティフを回復すべく秘伝スパイスを求めており、協力を得るために同じく弱り果てたコライドン／ミライドンを持つ主人公と接触する。はじめは半信半疑だったが、ヌシポケモンとの戦いの末に友情が芽生えた。
最終的な手持ちは、ヌシポケモンとの戦闘で仲間として使用したポケモンたちが進化ないしレベルアップしたヨクバリス、パルシェン、キョジオーン、リククラゲ、スコヴィランと、ひでんスパイスの力で完全復活したマフィティフ。エースポケモンはマフィティフで、あくタイプにテラスタルさせる。
ボタン (Penny)  / カシオペア
声 - 福圓美里（ポケマス）
主人公の同級生の女の子。ガラル地方出身。人見知りな性格で、あまり学校には来ていない。ゲームセンターの景品であるイーブイのバックパックがお気に入りで常に背負っている。一人称は「うち」。人と話すのが苦手で語尾を窄めるように話す。
スター団の勧誘に絡まれているところを主人公に助けられ、「スターダスト★ストリート」では補給班という名目でパートナーを務める。ITに強く、プログラミングや機械工作を得意としているが、その一方で（諸事情があったとは言え）違法行為も行っており、ポケモンリーグのシステムに不正侵入しLPを不正発行していた。その正体はスター団の全てを束ねるボスで「マジボス」と呼ばれている。5人のボス達にも正体を明かしておらずスマホロトム越しに会話をしていた。本編の1年半以上前から音信不通となっている。スター団のとある出来事で責任を感じるようになってから団全体を解散しようと考え始めるようになり、主人公と共にスターダスト作戦を決行し、上記の通りサポートしながら戦いを見守っていた。最終章では、スター団の経緯を主人公に告白しポケモンバトルを挑む。その後、ポケモンリーグのシステムを不正侵入した件もクラベルに告白し、ポケモンリーグのシステムエンジニア部門に奉仕活動とし働くことで許して貰えるようになった。
手持ちはブラッキー、シャワーズ、サンダース、ブースター、リーフィア、ニンフィア。エースポケモンはニンフィアでフェアリータイプにテラスタルさせる。
オーリム (Sada) / フトゥー (Turo)
本作におけるポケモン博士。オーリムは『スカーレット』、フトゥーは『バイオレット』にそれぞれ登場する。博士がバージョンによって異なるのはシリーズ初となる。
アカデミーの卒業生で、それぞれのバージョンにおいてテラスタルの仕組みを解明し、テラスタルオーブを開発した。現在はパルデアの大穴の内部・エリアゼロの奥にあるゼロラボを拠点としているが、かつてはコサジの灯台に研究室を構えていた。口調は一人称以外は共通。
第4観測ユニットでの事故によって肉体が損傷し生命活動が維持できなくなったため、今はゼロラボの管理はオーリムAI・フトゥーAIとして引き継がれている。
手持ちはオーリムAIは古代のポケモンのチヲハウハネ、アラブルタケ、ハバタクカミ、サケブシッポ、スナノケガワ、トドロクツキで、フトゥーAIはテツノドクガ、テツノイバラ、テツノツツミ、テツノカイナ、テツノコウベ、テツノブジン。エースポケモンは、オーリムAIはトドロクツキ、フトゥーAIはテツノブジンでそれぞれブーストエナジーを持たせ特性を発動させる。

### オレンジアカデミー / グレープアカデミー
クラベル (Clavell)
声 - 若林正（放課後のブレス・ポケマス）
オレンジアカデミー / グレープアカデミーの校長。今作は御三家を主人公に託す役目を持つ。
厳格さと寛容さを併せ持ち、研究者でもあり博士とも旧知。かつて博士の研究室だった部屋を校長室としている。主人公、ネモが選択しなかった御三家の残りの1体（主人公に有利なタイプ）を進化させて使用する。
「スターダスト★ストリート」では、スター団について捜査を始めた際に最初のスター団のアジトを訪れた時点で主人公と出くわした時には、学生服を着込んで頭部にリーゼント状の鬘を被ってまで変装し、「ネルケ」の偽名で名乗った。最終章では、ネルケの正体を告白することで主人公とポケモンバトルを申し込む。主人公がスター団のアジトの戦いを見てふと思いつき、アジト全各地はオレンジアカデミー／クレープアカデミーの所有する土地とし、名前をスタートレーニングセンター（略称STC）として改めることを宣言した。
手持ちは御三家の他はヤレユータン、ユキノオー、ポットデス（がんさくフォルム）と、モロバレル・ヘルガー・ギャラドスから御三家とタイプの被らない2体。エースポケモンは御三家で、ラウドボーンをほのお/ウェーニバルをみず/マスカーニャをくさタイプにテラスタルさせる。
主人公の最初の選択によるネモ、クラベルの手持ちの変化は以下の通り。
| 主人公   | ネモ                                                           | クラベル                                 |
| -------- | -------------------------------------------------------------- | ---------------------------------------- |
| ニャオハ | - クワッス→ウェルカモ→ウェーニバル - アブリボン - ジュナイパー | - ギャラドス - モロバレル - ラウドボーン |
| ホゲータ | - ニャオハ→ニャローテ→マスカーニャ - ミロカロス - ゴウカザル   | - モロバレル - ヘルガー - ウェーニバル   |
| クワッス | - ホゲータ→アチゲータ→ラウドボーン - ヨノワール - ゲッコウガ   | - ヘルガー - ギャラドス - マスカーニャ   |

ジニア (Jacq)
声 - 上原裕希（ポケマス）
主人公のクラスの担任で、教科は生物学。本作でのポケモン図鑑システム、ボックスシステムの開発者。仕事熱心だが温和な性格で間延びするような口調で話す。かつてはクラベルと同チームの研究者であったことが語られている。ポケモン図鑑で捕獲したポケモンの数に応じて主人公にアイテムを渡す役を担う。
手持ちはウインディ、マルノーム、ラランテス、ヤドラン、バンバドロ、リキキリン。リキキリンをエスパータイプにテラスタルさせる。藍の円盤クリア後はラランテスとヤドランに代わってウツボットとヤドラン(ガラルのすがた)が加わる。
タイム (Tyme)
数学教師を務める高齢の女性。フリッジタウンジムリーダーのライムの姉であり、同ジムの先代のジムリーダーを務めていたが、「教師との両立が難しかった」という理由で引退している。いわタイプの使い手。
手持ちはルガルガン（まひるのすがた）、ルガルガン（まよなかのすがた）、カジリガメ、イシヘンジン、セキタンザン、キョジオーン。キョジオーンをいわタイプにテラスタルさせる。藍の円盤クリア後はルガルガン2匹に代わってルガルガン(たそがれのすがた)とバサギリが加わる。
レホール (Raifort)
担当教科は歴史の女性教師。厳格な口調で話す。重度の歴史好きで「災いの宝」について研究している。
手持ちはゾロアーク（ゲンガーに化ける）、ハブネーク、ブーピッグ、ネオラント、ハッサム、ゲンガー。ゲンガーをゴーストタイプにテラスタルさせる。藍の円盤クリア後はネオラントに代わってカラマネロが加わる。
キハダ (Dendra)
担当科目はバトル学。25歳で筋トレが趣味の女性教師。かくとうタイプの使い手。リップとは旧知。絵に描いたような体育会系で座学もグラウンドで行う。料理が苦手。
手持ちはタイレーツ、ケンタロス（パルデアのすがた・ブレイズ種）、ケンタロス（パルデアのすがた・ウォーター種）、チャーレム、ルチャブル、ハリテヤマ。ハリテヤマをかくとうタイプにテラスタルさせる。藍の円盤クリア後はタイレーツに代わってカポエラーが加わる。
サワロ (Saguaro)
家庭科教師の中年男性。筋肉質のいかつい見た目と紳士的な対応をとることから生徒から人気がある。裏腹に甘党でピンク色が好きという一面を持つが、生徒たちのイメージを崩さないことを気にしている為、素の自分を表に出せなくなっている。
手持ちはパチリス、ユキメノコ、ママンボウ、ビークイン、ヌメルゴン、ブリムオン。ブリムオンをフェアリータイプにテラスタルさせる。藍の円盤クリア後はユキメノコに代わってマホイップが加わる。
セイジ (Salvatore)
言語学教師。坊主頭に奇抜な剃り込みを入れている。パートナーはピカチュウ。ハイテンションで様々な方言の入り混じった口調で話す。教師との絆を深めるとガラルのすがたのニャースを貰うことができる。
手持ちはドンカラス、シロデスナ、ペルシアン、グレイシア、ゴチルゼル、ライチュウ。ライチュウをでんきタイプにテラスタルさせる。藍の円盤クリア後はグレイシアに代わってサンドパン(アローラのすがた)が加わる。
ミモザ (Miriam)
保健医。ギャル口調で話す女性。元々は養護教諭志望だったが、試験に落ち続けた結果学校保健師になったという経緯を持つ。絆を深めると主人公に触発されて勉強をし直し、養護教諭の試験に合格する。
手持ちはスリーパー、バチンウニ、メブキジカ（あきのすがた）、オニゴーリ、シビルドン、ドヒドイデ。ドヒドイデをどくタイプにテラスタルさせる。藍の円盤クリア後はメブキジカに代わってメガニウムが加わる。
ハッサク (Hassel)
アカデミーの美術教師で助手はフカマル。金髪の中年男性。一人称は「小生」で誰に対しても丁寧な口調で話す。普段は丁寧かつ物静かな口調だが、感極まると号泣するほど感情豊か。学校最強トーナメントに2回目の挑戦以降参加することがある（決勝戦のみ）。ポケモンリーグの四天王も兼任している。四天王の4人目。ドラゴンタイプの使い手。
実家は代々ドラゴン使いの家柄であり、幼少期から次期当主になる為に育てられてきたが反抗期を迎えた事で家を飛び出し、紆余曲折あって現在の立場となっている。イッシュ地方のドラゴン使いであるシャガとは旧知の仲で、その孫のカキツバタが留年していることも聞いていた。
手持ちは四天王戦ではオンバーン、オノノクス、ドラミドロ、アップリュー、セグレイブ。トーナメントではカイリューが加わる。エースポケモンはセグレイブで、ドラゴンタイプにテラスタルさせる。藍の円盤クリア後はアップリューに代わりジュラルドンが加わる。

### ジムリーダー
カエデ (Katy)
セルクルジムのジムリーダー。むしタイプの使い手。別名『お菓子の虫』。パティシエの女性。おしとやかな性格で間延びした口調で話し、ジムリーダーのシフトがあるのを忘れ『店長』として自己紹介する、オモダカのジム視察がある事を忘れるなど天然な一面を持つ。同じ料理人であるハイダイに師事している。
手持ちは初戦時はマメバッタ、タマンチュラ、ヒメグマ。再戦時はそれぞれエクスレッグ、ワナイダー、リングマに進化しフォレトス、ヘラクロスが加わる。藍の円盤クリア後はオニシズクモが加わり、先発がエクスレッグからワナイダーに代わる。ヒメグマ→リングマをむしタイプにテラスタルさせる。
コルサ (Brassius)
ボウルタウンのジムリーダー。くさタイプの使い手。別名『ネイチャーアーティスト』。くさポケモン専門の彫刻芸術家の男性で、バトルにも芸術性を求める。「アヴァンギャルド」という単語を連呼し、常に高いテンションで接してくる。代表作は「投げやりのキマワリ」。ハッサクとは旧知で彼を恩人として慕っており「ハッさん」「コルさん」と呼び合う仲。
かつてスランプに陥っていた際にハッサクと出会ったことで人生観が変わり、以降は芸術家として評価されるようになった。
手持ちは初戦時はチュリネ、ミニーブ、ウソッキー。再戦時はチュリネとミニーブがドレディアとオリーヴァに進化し、キノガッサとアマージョが加わる。藍の円盤クリア後はラフレシアが加わる。ウソッキーをくさタイプにテラスタルさせる。
ナンジャモ (Iono)
声 - ファイルーズあい（放課後のブレス・ポケマス）
ハッコウシティのジムリーダー。でんきタイプの使い手。世界的に人気な動画配信者。『エレキトリカル★ストリーマー』の異名を持つ。手が完全に隠れるほどのコートとコイルの髪飾りが特徴。ネットスラングを多用しボクっ娘口調で話す。実は随分前から動画配信を行なっていることがNPCの会話で明かされている。また、設定資料集ではカラーコンタクトを付けていることが判明している。
公式動画にて、相棒がどのポケモンなのかを当てるクイズを配信し、後にハラバリーであることを明かした。
手持ちは初戦時はカイデン、ルクシオ、ハラバリー、ムウマージ。再戦時はカイデンとルクシオがタイカイデンとレントラーに進化しマルマインが加わる。藍の円盤クリア後はエレキブルが加わる。ムウマージをでんきタイプにテラスタルさせ、弱点をなくす戦略をとっており、ほかにも初戦のルクシオ以外はじめんタイプに必ず何かしらの対抗手段を持つ。
ハイダイ (Kofu)
声 - 浦山迅（幼なじみのカルボウ）
カラフジムのジムリーダー。みずタイプの使い手。別名『激流料理人』。別名が示すように料理人であり、体格のいいスキンヘッドの老人。江戸っ子のような口調で話す。カエデの料理の師匠。
街の住民から慕われており、カラフシティを青を基調とした街並みにすることを提案したのも彼である。
手持ちは初戦時はミガルーサ、ウミトリオ、ケケンカニ。再戦時はペリッパーとブロスターが加わる。藍の円盤クリア後はオーダイルが加わり、先発がミガルーサからペリッパーに代わる。ケケンカニをみずタイプにテラスタルさせる。
アオキ (Larry)
声 - 堀内賢雄（ポケマス）
チャンブルジムのジムリーダー。ノーマルタイプの使い手。別名『非凡サラリーマン』。スーツを着たサラリーマンの中年男性。ポーカーフェイスかつ感情の起伏に乏しい。チャンプルタウンの宝食堂の常連で、見た目によらず大喰らい。実はポケモンリーグの営業部で四天王と兼任している。
手持ちは初戦時はネッコアラ、ノココッチ（ふたふしフォルム）、ムクホーク。再戦時はパフュートン♀とウォーグルが加わる。ムクホークをノーマルタイプにテラスタルさせる。
ライム　(Ryme)
声 - 木村昴（放課後のブレス）
フリッジジムのジムリーダー。ゴーストタイプの使い手。別名『ソウルフルビート』。世界的に活躍するラッパーであり、ヒップホップスタイルで褐色肌をした高齢の女性。タイムの妹で、姉の後任としてジムリーダーに就任した。ダブルバトルで戦闘を行う。
手持ちは初戦時はミミッキュ、ジュペッタ、ハカドッグ、ストリンダー（ローなすがた）。再戦時はミカルゲが加わる。藍の円盤クリア後はゴルーグが加わる。ストリンダーをゴーストタイプにテラスタルさせる。
リップ (Tulip)
ベイクジムのジムリーダー。エスパータイプの使い手。別名『超マジック・マキアージュ』。メイクアップアーティストの女性。一方で自身もモデルとして活躍している。業界用語を多用する。キハダとは昔馴染み。
手持ちは初戦時はリキキリン、サーナイト、クエスパトラ、フラージェスで再戦時はエルレイドが加わる。藍の円盤クリア後はマフォクシーが加わる。フラージェスをエスパータイプにテラスタルさせる。
グルーシャ (Grusha)
声 - 花江夏樹（ポケマス）
ナッぺ山ジムのジムリーダー。こおりタイプの使い手。別名『絶対零度トリック』。最強のジムリーダーと言われる。元は世界ランク2位のプロのスノーボーダーで現役時代は熱い性格だったが、大怪我により引退しており現在では性格も冷めてしまっている。一見女性のような容姿だが、男性である。相棒はハルクジラで、普段はクールで諦観しているが、バトルの時は抑えている感情があらわになる。
手持ちは初戦時はモスノウ、ツンベアー、ハルクジラ、チルタリスで、再戦時はマニューラが加わる。藍の円盤クリア後はキュウコン(アローラのすがた)が加わり、モスノウに代わって先発となる。チルタリスをこおりタイプにテラスタルさせる。

### ポケモンリーグ
チリ (Rika)
声 - 白石涼子（ポケマス）
ポケモンリーグ四天王1人目。中性的な容姿の女性。ポケモンリーグの一次面接での試験官も務めている。フレンドリーな性格でポピーから懐かれよく行動を共にしている。関西弁で話す。じめんタイプの使い手。
手持ちはナマズン、バクーダ、ドンファン、ダグトリオ、ドオー。藍の円盤クリア後の再戦ではドダイトスが加わる。エースポケモンはドオーで、じめんタイプにテラスタルさせる。
ポピー (Poppy)
声 - 長縄まりあ（ポケマス）
ポケモンリーグ四天王2人目。はがねタイプの使い手。常にお嬢様口調で話す。チリとよく行動することが多い。幼い少女でありながら、バトルの実力が高いが、負けると悔し泣きをする一面もある。
手持ちはダイオウドウ、ジバコイル、ドータクン、アーマーガア、デカヌチャン。藍の円盤クリア後の再戦ではトリデプスが加わる。エースポケモンはデカヌチャンで、はがねタイプにテラスタルさせる。
アオキ
声 - 堀内賢雄（ポケマス）
ポケモンリーグ四天王3人目。ジムリーダーとの兼任で四天王としてはひこうタイプの使い手。アオキ曰く「上司の命令によってひこうタイプを使う。」との事。詳細は#ジムリーダーを参照。
四天王としての手持ちはトロピウス、チルタリス、オドリドリ（ぱちぱちスタイル）、ムクホーク、カラミンゴ。エースポケモンはカラミンゴで、ひこうタイプにテラスタルさせる。藍の円盤クリア後の再戦ではノーマルタイプとの混成となりパフュートン♀、ケンタロス、ノココッチ(ふたふしフォルム)、チルタリス、カラミンゴ、ムクホークを使用しムクホークをノーマルタイプにテラスタルさせる。
ハッサク
ポケモンリーグ四天王4人目。詳細は#オレンジアカデミー / グレープアカデミーの項目を参照。
オモダカ (Geeta)
声 - 七海ひろき（ポケマス）
ポケモンリーグの委員長兼アカデミー理事長。チャンピオンランクの一人にして、その中でも最も格の高いトップチャンピオン。
自らの足とポケモンバトルで四天王を選んだ。また、クリア後に開催される学校最強大会では、初回挑戦時のボスとして登場する他、2回目以降は最終戦でランダムに登場する。
手持ちはクエスパトラ、ドドゲザン、クレベース、ゴーゴート、ミガルーサ、キラフロルで、キラフロルをいわタイプにテラスタルさせる。藍の円盤クリア後の再戦ではゴーゴートとミガルーサに代わってブリガロンとドラパルトが加わり、先発がクエスパトラからキラフロルに代わり、ドドゲザンをひこうタイプにテラスタルさせる。

### スター団
アカデミーの生徒で構成された不良集団。徒党を組みいじめを行っている、アカデミー襲撃を企てている等噂されている。構成員全員が長らく不登校状態であり、クラベルからスター団解散か退学処分かを迫られている。最終章ではクラベルから奉仕活動として働くことを言い渡し、退学処分を免れた。
「藍の円盤」では、追試を無事クリアしたピーニャとビワが、留年のピンチに立たされているメロコ・シュウメイ・オルティガを救うべく、主人公に勉強を教えて欲しいと助けを求めてくる（なおボタンに対しては、「これ以上心配や迷惑をかけるわけにはいかない」という理由から内緒にしている）。補習を手伝ってくれたお礼としてビワから、スター団の改造制服（衣類）一式と「おつかれさまでスター」のエモートを貰える。
ピーニャ (Giacomo)
声 - 小松昌平（ポケマス）
スター団あく組『チーム・セギン』のボス。スター団のまとめ役。DJ風の男で、BGM担当で「DJ悪事」という別名も持つ。一人称は「ボク」。アカデミーの前生徒会長で、あまりにも細かい校則を複数作ったことから当時は生徒たちから不満を集めていた。その経歴を見込まれ、マジボスからスター団の掟作りを依頼される。
初戦時はあくタイプの「セギン・スターモービル」に乗り、手持ちはコマタナ。再戦時はコマタナがドドゲザンに進化し、ノクタス、ドンカラス、マフィティフ、ワルビアルが加わる。エースはドドゲザン。
メロコ (Mela)
声 - 日向未南（ポケマス）
スター団ほのお組『チーム・シェダル』のボスである女性。スター団のなんでも屋。一人称は「オレ」で強引かつぶっきらぼうな性格だが芯は強い。ニトロチャージを模したロングブーツを履いているがその仕様上膝を曲げられない為、脚を真っ直ぐ伸ばした独特な歩き方をする。
初戦時はほのおタイプの「シェダル・スターモービル」に乗り、手持ちはコータス。再戦時はセキタンザン、ヘルガー、ウインディ、グレンアルマが加わる。エースはグレンアルマ。
シュウメイ (Atticus)
声 - 深町寿成（ポケマス）
スター団どく組『チーム・シー』のボスで、忍者のような恰好をしている。オタクであることを理由にいじめの対象にされていたが、スター団に入ってからは得意の衣装制作を活かしスター団の服飾担当者として衣装を制作している。
「藍の円盤」では勉強会の後にデザイナーとしての一歩のためマリナードタウンの市場で自身が夜なべして作った過去のシリーズに登場したキャラクターの衣装のレプリカを競りに出しており、全ての衣装を購入するとオタ芸エモートを教えてもらえる。
初戦時はどくタイプの「シー・スターモービル」に乗り、手持ちはスカタンク、ベトベトン、ブロロローム。再戦時はドラミドロとドヒドイデが加わる。エースはブロロローム。
オルティガ (Ortega)
声 - 榊原優希（ポケマス）
スター団フェアリー組『チーム・ルクバー』のボス。スター団のメカニック担当でスターモービルの開発も担っている。大企業の御曹司の少年で、ボスでは最年少。家柄のこともあり基本的に他人を見下しているが、スター団の仲間たちの事は大切に思っている。
初戦時はフェアリータイプの「ルクバー・スターモービル」に乗っており、手持ちはマリルリ、プクリン、バウッツェル。再戦時はクレッフィ、ブリムオンが加わる。エースはバウッツェル。
ビワ (Eri)
声 - 瀬戸麻沙美（放課後のブレス・ポケマス）
スター団かくとう組『チーム・カーフ』のボスで、組織内では戦闘員の育成を担当している。長身の女性。格闘技の選手でもありスポーツ特待生でアカデミーに入学している。顔に威圧的なプロレス風のメイクをしているが、性格は極めて温厚かつ仲間想い。また、友人のタナカによると素顔も美人であるらしい。
かつてはその経歴と性格から瞬く間に人気者となったが、それを疎ましく思っていた生徒たちからいじめを受けていた。
初戦時はかくとうタイプの「カーフ・スターモービル」に乗っており、手持ちはドクロッグ、ナゲツケサル、ルカリオ、コノヨザル。再戦時はオコリザルが加わる。エースはコノヨザル。
タナカ
声 - 田村睦心（放課後のブレス）
スター団かくとう組を属する門番の番人。ビワの友人。ビワを疎ましく思いイジメに遭わせ、彼女がスター団を加入するきっかけを作った張本人。後に自身もイジメに遭ってビワに助けられ、ビワと無二の親友を築いた。使用ポケモンはグレッグルとオコリザル。
カシオペア
詳しい詳細は主要人物の「ボタン」を参照。

### その他の登場人物
イヌガヤ
オルティガの家の執事。オレンジアカデミー／クレープアカデミーの前校長。現校長のクラベルは面識がある。スター団の結成当初から知る者の１人であり、オルティガと違って自身はスター団を加味していない。スター団フェアリー組の門番の代わりに主人公とポケモンバトルを挑む。主人公に対してもあからさまに敵対的な態度はとらずに常に温和な立ち居振る舞いを見せる、紳士的な男性。
就任当時、アカデミーではいじめの横行が深刻な問題を抱え、スター団が結成されてからいじめに反旗を翻し、加害者側の生徒を退学処分へと追い込んだ出来事を知ることになる。その当時の教頭は責任逃れのためにサーバーごと履歴を抹消したことに対し、けじめとして教員の総入れ替えを決意し、自身は教員を総辞職した。イジメを防げなかった贖罪で現職に至り、主人公とネルケ（クラベル）に打ち明けた。

### DLCの登場人物
ゼイユ (Carmine)
声 - 長谷川育美（ポケマス）
「前編・碧の仮面」と「後編・藍の円盤」両方に登場。スグリの姉。キタカミの里出身で、ブルーベリー学園に通っている。弟思いだが気が強く、ほかの地方からやってきた人物に対して冷たい態度をとりがち。
パートナーはチャデス(マガイモノのすがた)→ヤバソチャ(ボンサクのすがた)。「藍の円盤」以降はくさタイプにテラスタルさせる。「碧の仮面」での最終的な手持ちはグラエナ、キュウコン、ハハコモリ、モルペコ、ヤバソチャ。「藍の円盤」ではグラエナとヤバソチャを継続して新たにドデカバシとズルズキンを加え、「キビキビパニック」終了後の再戦では碧の仮面で使っていたキュウコンとモルペコを再び加えている。
スグリ (Kieran)
声 - 木戸衣吹（ポケマス）
「前編・碧の仮面」と「後編・藍の円盤」両方に登場。ゼイユの弟。姉と同じくキタカミの里出身で、ブルーベリー学園に通っている。おっとりした性格だが、優秀な姉や才覚を発揮する主人公に対して劣等感を抱く。
オーガポンを巡る一件以後、強くなって主人公に勝つことに執着するようになり、「藍の円盤」では前チャンピオンのカキツバタを倒してチャンピオンとなっているが、他人に心を閉ざしてしまい自他ともに厳しく追い込んでおり、リーグ部の活気が失われる原因となっていた。
パートナーはカミッチュ→カミツオロチ。碧の仮面での最終的な手持ちはダーテング、メガヤンマ、ダイノーズ、ニョロボン、カミッチュ、グライオンで、藍の円盤ではニョロトノ、カイリュー、オーロンゲ、ポリゴンZ、ガオガエン、カミツオロチ。カミツオロチをかくとうタイプにテラスタルさせる。
サザレ (Perrin)
「前編・碧の仮面」と「後編・藍の円盤」両方に登場。紺色のショートヘアとへそ出しルックが特徴的な女性。カメラが好きな旅人。
「碧の仮面」ではあるポケモンを探してキタカミの里に滞在しており、主人公を助手にして一緒にそのポケモンの調査を依頼する。
「藍の円盤」では試用期間中のカメラスタッフとしてブルーベリー学園で働いている。さっぱりとした性格。シンオウ地方出身。
「LEGENDS アルセウス」に登場したコンゴウ団団長・セキによく似ており、彼の子孫と思われる。ガーディ(ヒスイのすがた)を連れているが、戦いではガーディは繰り出さずリーフィア、ヨルノズクを使う。また、前編のイベントをクリアした際に連れ歩いているガーディの弟の個体を主人公に託してくれる。
シアノ (Cyrano)
「後編・藍の円盤」に登場。ブルーベリー学園の校長。軽い口調だが人を見る目は確か。バトルの腕も一流。
手持ちはバルジーナ、ゼブライカ、ゴチルゼル、エンブオー、ダイケンキ、ジャローダ。ジャローダをいわタイプにテラスタルする。
ブライア (Briar)
「前編・碧の仮面」と「後編・藍の円盤」両方に登場。ブルーベリー学園の教師。スカーレット/バイオレットブックの著者ヘザーの子孫で、ブックの原本を所持している。
「碧の仮面」では林間学校の引率を担当。エリアゼロの調査の許可を取ろうとアカデミーを訪れていた他、キタカミの里のてらす池を調査し、研究サンプルとして水を採取していた。
「藍の円盤」後半で主人公とゼイユ・スグリを連れエリアゼロの調査に向かうことになる。
ユキノシタ (Yukito)
「前編・碧の仮面」と「番外編・キビキビパニック」に登場。ゼイユとスグリの祖父で、オーガポンと彼女を連れた男に寄り添ったお面職人の子孫。
「碧の仮面」ではゼイユと主人公にオーガポンとともっこについての伝説の真相を教えた他、破損してしまったみどりのめんの修理も請け負っている。
主人公とゼイユに伝説の真相を伝えた際、いずれはスグリにも話すつもりであることを述べていたが、実際は物陰でスグリに立ち聞きされており、自分だけが仲間外れにされていると思い込んだ事が、その後のスグリの感情に大きな影響を与えてしまうことになる。
「キビキビパニック」ではモモワロウのくさりもちでヒエと共に操られてしまい、キタカミセンター入口前で主人公とスグリに対しタッグバトルを挑んでくる。
手持ちはアーボック、マタドガス。
ヒエ (Hideko)
「前編・碧の仮面」と「番外編・キビキビパニック」に登場。ゼイユとスグリの祖母。
孫達の事を「スグリちゃん」「ゼイユちゃん」と「ちゃん」付けで呼び、主人公も同じように「○○ちゃん」と呼んでいる。
「碧の仮面」ではスグリが紹介した主人公を歓迎し、甚平姿になった主人公の髪を結い、さらにブティックの品揃えが増える「おしゃれカードみどり」をくれる。また、林間学校が一段落着いた後は余っていた甚平も譲ってくれる。
「キビキビパニック」ではモモワロウのくさりもちで洗脳されたゼイユが元に戻るように彼女の好物である焼きそばを買うため夫婦そろってキタカミセンターに向かったところ、桃沢商店に置いてあったくさりもちを食べてしまったネモと接触してしまい、モモワロウの洗脳にかかってしまう。その後、夫のユキノシタにも餅を強引に勧めて洗脳にかけ、そのまま主人公とスグリに対しタッグバトルを挑んでくる。
手持ちはシャンデラ、マンムー。
おやつおやじ (Snacksworth)
「後編・藍の円盤」のクリア後に登場。ブルーベリー学園に滞在している謎の中年男性。嘗てパルデア地方を旅している間に様々な伝説のポケモンと出会ったらしい。
ブルレクを頑張る生徒に自身の冒険譚と共に特製の「おやつ」を渡そうとする（全部で25個）。
現在はトレーナーを引退しているため、主人公とバトルはしないが、本人は「ポケモン勝負も結構強かった」「相棒のアーボックと地元じゃ負け知らずだった」と語っている。

#### ブルベリーグ四天王
ブルーベリー学園の強さランクでチャンピオンに次ぐ最も上位の4名。各エリアに拠点を置き、「四天王チャレンジ」を突破した挑戦者の挑戦を受ける。全員がイッシュ地方本土の出身。また、彼らとバトルするには、彼らのお題をクリアする必要がある。
タロ (Lacey)
声 - 和氣あず未（ポケマス）
「後編・藍の円盤」に登場。ブルベリーグ四天王の一人。コーストエリアの四天王。フェアリータイプの使い手。ランクは3位。ライモンシティ出身で、父親はジムリーダーのヤーコン(特別講師として呼ばれたネモとの会話で、ヤーコンであることが明言されている)。自分が可愛いと思うポケモンばかり捕まえた結果、自然とフェアリータイプを極めてしまった天然の努力家。学園のアイドル的存在で、しっかり者で面倒見の良い性格。シアノから学園施設の案内を依頼される。
お題はクイズ。ポケモンの特徴や外見についてのクイズを答える。また、お題ごとに段々難易度が上がってくるので要注意。
手持ちはエルフーン、グランブル、アシレーヌ、ヤドラン(ガラルのすがた)、マホイップ、ドリュウズ。ドリュウズをフェアリータイプにテラスタルする。
アカマツ (Crispin)
「後編・藍の円盤」に登場。ブルベリーグ四天王の一人。サバンナエリアの四天王。ほのおタイプの使い手。ランクは5位。タチワキシティ出身。料理が好きで特に激辛料理を得意とする。仲間思いだが、細かいことは苦手。
お題は料理。トレーナーに勝って材料を貰ったり交換したりして、激辛料理を作って食べさせる。なお、最初から持っていた材料は使用できない。
手持ちはヒートロトム、ファイアロー、ナッシー、バクーダ、ブーバーン、バシャーモ。バシャーモをほのおタイプにテラスタルする。
ネリネ (Amarys)
「後編・藍の円盤」に登場。ブルベリーグ四天王の一人。キャニオンエリアの四天王。はがねタイプの使い手。ランクは4位。ヒウンシティ出身。ブルーベリー学園の生徒会長。寡黙で冷静な性格。事務的な口調で話す。物心ついた頃には既にポケモントレーナーとなっていたらしい。豹変したスグリの身を案じている。
お題はそらとぶタイムアタック。コライドン/ミライドンの追加能力「ひこう」でお題に出された時間内にゴールする。また、この「ひこう」はクリア後である条件を満たすことにより使用が可能になる。
手持ちはエアームド、ダグトリオ(アローラのすがた)、ハッサム、ランクルス、エンペルト、メタグロス。メタグロスをはがねタイプにテラスタルする。
カキツバタ (Drayton)
「後編・藍の円盤」に登場。ブルベリーグ四天王の一人。ポーラエリアの四天王。ドラゴンタイプの使い手。ランクは2位。ソウリュウシティ出身で、同シティの市長兼ジムリーダーのシャガを祖父に持つ。義理人情に厚く主人公に対しても兄弟同然に振る舞うが、楽天的かつ面倒くさがりな性格で三回留年しているという噂がある。
お題はドーム限定勝負。テラリウムドーム内でゲットしたポケモンで3人の後輩とバトルし勝利する。ただし、パルデア地方やキタカミの里でゲットしたポケモン、交換で手に入れたポケモン、タマゴから孵化した（ドーム内であっても）ポケモン、テラレイドバトルでゲットしたポケモンは使用できない。
手持ちはカイリュー、フライゴン、キングドラ、ジュカイン、オノノクス、ブリジュラス。ブリジュラスをドラゴンタイプにテラスタルする。

### ポケモン
本作で新たに登場するポケモンも含めこれまでのシリーズに登場したポケモンが多数登場する。
最初の三匹
くさタイプのニャオハ、ほのおタイプのホゲータ、みずタイプのクワッスのうちの一匹をもらうことになる。
ニャオハ
分類：くさねこポケモン、タイプ：くさ、高さ：0.4m、重さ：4.1kg、特性：しんりょく、変幻自在（かくれ特性）
緑色の猫のようなポケモン。甘えん坊な気まぐれやで、トレーナーが他のポケモンを可愛がると拗ねてしまう。前足から甘い香りを放って周囲を魅了させるのが得意。この香りはアロマセラピー効果を持ち、相手を戦意喪失させる。体毛は植物に近く、日光を吸収してエネルギーを作る。毛づくろいで体毛に水分を与え、光合成をしやすくしている。
ホゲータ
分類：ほのおワニポケモン、タイプ：ほのお、高さ：0.4m、重さ：9.8kg、特性：もうか、天然（かくれ特性）
赤いワニのようなポケモン。マイペースなのんびり屋、食いしん坊で餌を見つけた途端、目を輝かせながら飛び込んでくる。お腹と背中のウロコから熱を吸収して炎エネルギーを作る。ウロコは常に暖かく、時には高温にもなる。頭から出た触覚のようなものは体内から溢れた炎エネルギーで、感情が高ぶると炎の放出量も上がる。
クワッス
分類：こがもポケモン、タイプ：みず、高さ：0.5m、重さ：6.1kg、特性：げきりゅう、じしんかじょう（かくれ特性）
子ガモのようなポケモン。生真面目で常にトレーナーの後ろに着いて回る。頭の青い毛が特徴で汚れるのを嫌うきれい好き。羽から分泌されるジェルで水と汚れを弾く。頭の毛は水分のクリームを塗っているため、乾くとボサボサになってしまう。脚力が強く、流れの早い水上でも自由に泳ぐことができる。バトルでは高速で相手を蹴りつけて攻撃する。

伝説のポケモン
コライドン、ミライドン
本作の伝説のポケモン。赤くて古来風の外見をしているのがコライドン、全身が機械のような未来的な外見がミライドン。
コライドン
分類:パラドックスポケモン タイプ:かくとう・ドラゴン 高さ:2.5m 重さ:303.0kg 特性:ひびいろのこどう
ミライドン
分類:パラドックスポケモン タイプ:でんき・ドラゴン 高さ:3.5m 重さ:240.0kg 特性:ハドロンエンジン
コライドンは『スカーレット』に、ミライドンは『バイオレット』に登場する。
本作ではこの2匹に乗って冒険をすることができ、地上を走る「しっそうけいたい（コライドン）」「ドライブモード（ミライドン）」、水上を泳げる「ゆうえいけいたい（コライドン）」「フロートモード（ミライドン）」、空を飛べる「かっくうけいたい（コライドン）」「グライドモード（ミライドン）」がある。

その他のポケモン
パモ
分類：ねずみポケモン、タイプ：でんき、高さ：0.3m、重さ：2.5kg、特性：せいでんき/しぜんかいふく
ネズミやハムスターに似たポケモン。頬と手の平に放電器官を持つ。頬を撫でまわしてから両手でタッチして感電させる。全身の毛は寒さを防ぐだけでなく、電気を蓄える役割も持つ。警戒心が強く、不安を感じると頬を撫で放電の準備をする。
グルトン
分類：ぶたポケモン、タイプ：ノーマル、高さ：0.5m、重さ：10.2kg、特性：アロマベール/くいしんぼう
ブタのようなポケモン。優れた嗅覚を持ち、香り高い野草や芳醇な木の実を好む美食家。その結果、むしポケモンが嫌うハーブのような匂いを放つようになった。臆病でパニックになると突進する。一見すると太って見えるが、これは餌を探し回るためでほとんどが筋肉の固まりで力持ちである。
ミニーブ
分類：オリーブポケモン、タイプ：くさ・ノーマル、高さ：0.3m、重さ：6.5kg、特性：はやおき
オリーブをモチーフにしたポケモン。頭の実から出るオイルは飛び上がるほど苦く食用には向いていない。敵に襲われるとオイルを噴射して動きを鈍らせその隙に逃げ出す。光合成で作った栄養を実に蓄えることで一週間飲まず食わずでも平気。日差しが強く乾燥した気候を好み、日中はひなたぼっこしている。
パピモッチ
分類：こいぬポケモン、タイプ：フェアリー、高さ：0.3m、重さ：10.9kg、特性：マイペース
子犬のようなポケモン。全身がパンのようになっており、弾力と剛柔を併せ持ったしっとりとした触り心地をしている。感情が高ぶると身体を大きく膨らませて相手を威嚇する。口から放つ吐息は酵母の成分を持ち、周囲を発酵させる。また、この酵母は料理にも使われているため古くから人々に保護されていた。
ハルクジラ
分類：りくくじらポケモン、タイプ：こおり、高さ：4.5m、重さ：700.kg、特性：あついしぼう/ゆきかき
クジラのようなポケモン。巨体を支える強靭な筋肉と分厚い皮下脂肪、アゴの上下に生えた5本の角を持っている。巨体を生かした攻撃は絶大で、上アゴの角から放たれる氷エネルギーは周囲を凍らせるほど強力。分厚い皮膚のおかげで寒い地域でも平気で回遊できる。同じくクジラがモチーフで水中に生息するホエルコとは違い、陸上でも活動が可能。
モトトカゲ
分類：ライドポケモン、タイプ：ドラゴン・ノーマル、高さ：1.6m、重さ：、特性：63.0kg、特性：だっぴ
緑色のトカゲのようなポケモン。古くからパルデア地方の多くの家庭で人々と生活してきたポケモンでとても穏やかな性質。人々は日常的に背中に乗って移動する。嫌がらないのは乗った人の体温で寒さをしのげるから。最高速度は120kmほど。固い頭としなやかで太い尻尾は走行時の衝撃を和らげたりバランスを取るためだけでなく、バトルにおいても強力な攻撃手段として役立つ。専用技の「しっぽきり」は自ら尻尾を切り落として体力を削って「身代わり」を作り、その状態で控えのポケモンと交代する。コライドンの未来の姿、ミライドンの過去の姿。
タギングル
分類：どくざるポケモン、タイプ：どく・ノーマル、高さ：0.7m、重さ：27.2kg、特性：かるわざ/どくしゅ
　アイアイのようなポケモン。食べた物によって色が変わる毒素のある唾液を持っており、口から噴射したり、毒を塗った爪で引っかいたりする。危険を感じると体内の毒は急激に強くなり、吸い込むと3日間動けなくなるほどの猛毒になる。夜行性で毒の唾液を塗った指で縄張りの木々に模様を描いて回る。唾液から出す甘く芳しい匂いに引き寄せられたむしポケモンは動けなくなり、明け方になると動けなくなった獲物を捕らえる。
ガケガニ
分類：まちぶせポケモン、タイプ：いわ、高さ：1.3m、重さ：7.9kg、特性：いかりのこうら/シェルアーマー
ケガニのようなポケモン。体のところどころに生えた毛が特徴。大きな目玉は死角なく見渡すことができ、真上から襲い掛かれるように、逆さまになって断崖にへばりついて待ち伏せしている。ただし、頭に血が上って目を回すことが多いため、長時間待ち続けるのは苦手。ハサミは一度掴んだら放さないほど強力で、片方のハサミで相手を捕え、もう片方のハサミで相手の守りを崩して急所を突く。ハサミは戦いの最中などに取れやすいが、しばらくするとまた生えてくる。パルデア地方の一部では貴重な食材となっている。専用特性の「いかりのこうら」は体力が半分になると防御と特防が下がる代わりに、攻撃・特攻・素早さが上がるという「からをやぶる」の特性版。カニがモチーフだがマケンカニ同様、みずタイプではない。
ウミディグダ
分類：あなごポケモン、タイプ：みず、高さ：1.2m、重さ：1.8kg、特性：ぬめぬめ/びびり
ディグダと似たポケモンだが、リージョンフォームでは無く、別のポケモン。
ノノクラゲ
分類：きくらげポケモン、タイプ：じめん・くさ、高さ：0.9m、重さ：33.0kg、特性：きんしのちから
メノクラゲと似たポケモンだが、リージョンフォームでは無く、別のポケモン。
リキキリン
分類：くびながポケモン、タイプ：ノーマル・エスパー、高さ：3.2m、重さ：160.0kg、特性：はんすう/テイルアーマー
キリンリキの進化形。進化前と比べよりキリンらしい外見となった。頭と尻尾が一体化し、2つの脳が太い神経で接続された結果、エスパーエネルギーが増幅された。常に角から放たれるエスパー波で周囲を警戒しているため、瞬時に危険を察することもできるが、脳の処理速度に体が追いつかない時もある。また、尻尾の頭はかなり頑丈で口を閉じることで頭を保護することもできる。その状態で首を振り回す時のパワーは、岩壁を粉砕し鉄骨をひしゃげさせるほど。専用特性の一つである「はんすう」はきのみを食べた次のターンにもう一度きのみを食べさせる効果。もう一つの専用特性である「テイルアーマー」は相手の先制技を防ぐ効果となっている。
コノヨザル
分類：ふんどざるポケモン、タイプ：かくとう・ゴースト、高さ：1.2m、重さ：56.0kg、特性：やるき/せいしんりょく
オコリザルの進化形。灰色の長い体毛と真っ赤な目を持つ。進化前についていた腕輪は右腕はなくなり、左腕は壊れかけている。怒りのボルテージが限界点を超えたことにより、肉体では抑えきれないほどのパワーを会得し、激しい怒りを込めた拳から繰り出すパンチは骨の髄まで砕いてしまう。
ハラバリー
分類：でんきがえるポケモン、タイプ：でんき、高さ：1.2m、重さ：113.0kg、特性：でんきにかえる/せいでんき
緑色のカエルのようなポケモン。目玉に見える部分は実はコブで鼻に見える部分が目である。このコブは電気を放出させるだけでなく、威圧感を出す役割もする。体を伸び縮みさせて「へそダイナモ」と呼ばれる器官で発電する。相手に攻撃されるまで気づかないほどのん気な性格で、攻撃されなくてもバトルを始められるようにやる気を育てるのが大変。日没後に「ぐもー、ぐもー」という音を出すが、これは鳴き声ではなく空腹を主張している音らしい。鈍重そうな見た目とは裏腹に素早い動きを得意とする。専用特性の「でんきにかえる」は相手から攻撃を受けると「じゅうでん状態」になり、一回だけでんき技の威力を上げる効果となっている。
ボチ
分類：おばけいぬポケモン、タイプ：ゴースト、高さ：0.6m、重さ：35.0kg、特性：ものひろい
頭に蝋燭を乗せた犬のようなポケモン。普段は地中に潜って頭の蝋燭だけを出して、そこから不気味な明かりを灯して人が寄って来るのを待っている。近づくと地中から飛び出して不気味な鳴き声で驚かすが本人に悪気はない模様。人懐っこい性格で少しでもかまわれると後をついてくる。パルデア地方でもっともパートナーにしやすいポケモンとして有名。しかし、遊びすぎると無自覚に生気を吸い取られるのでやりすぎには注意が必要。
コレクレー（はこフォルム）
分類：たからばこポケモン、タイプ：ゴースト、高さ:0.3m、重さ:5.0kg、特性:びびり
宝箱のような外見をしたポケモン。頭にダウジングマシンのような触覚を生やした人型が本体。パルデア地方のあらゆる場所に生息しており、普段は宝箱に扮して誰かが通りかかるのを待っている。頑丈な宝箱のおかげで防御が高い反面、動きが鈍く移動が苦手。そのせいで骨董品と間違われ人に持ち帰られたり、骨董品に売られたりすることも少なくない。人やポケモンの気配を感じると待ち伏せし、近寄った者をゴーストエネルギーで操りコインを集めさせる。倉庫や道具屋の片隅など人目のつかない場所に潜んでいるため、一度出会った相手をしつこく操り続ける。宝箱に入った「はこフォルム」と箱から出た「とほフォルム」の二種類の姿がある。『ポケモンGO』にて本編に先駆けて登場。
グレンアルマ
分類：ひのせんしポケモン、タイプ：ほのお・エスパー、高さ：1.5m、重さ：85.0kg、特性：もらいび
鎧を纏った戦士のようなポケモン。黄色い鎧は多くの武勲を立てた戦士が着た者でエスパー技のエネルギーの源。体内の炎エネルギーを鎧のエスパー能力で操り技を繰り出す。「正々堂々と戦う」ことをモットーにしており、強敵相手でも真正面に戦いを挑む。強固な鎧で防御を高め、火力の高い技で倒す戦い方が得意。専用技は「アーマーキャノン」。左右の肩当を腕先に集中させ、大砲のように変形させ炎のエネルギー弾を発射する。威力は高いが防御と特防が下がる。「スカーレット」のみ登場。
ソウブレイズ
分類：ひのけんしポケモン、タイプ：ほのお・ゴースト、高さ：1.6m、重さ：69.0kg、特性：もらいび
2本の剣を持つ戦士のようなポケモン。怨念の染みついた古い鎧を身に纏っている。炎とゴーストのエネルギーで出来た剣は戦いになると火力が上がって大剣となり、この大剣に斬られると、生命エネルギーが流出するほどの傷を負うと言う。だまし討ち・闇討ちなど戦いのためなら手段を選ばない性格で、素早い動きで接近し、大剣で斬りつける。専用技は「むねんのつるぎ」。この世への未練を込めた剣先で斬りつけ、傷口から生命エネルギーを吸い取り与えたダメージの半分の体力を回復させる。「バイオレット」のみ登場。

### リージョンフォームのポケモン
アローラ地方、ガラル地方同様過去作品に登場したポケモンのリージョンフォームも確認されている。中にはウミディグダのようなリージョンフォームではなく姿の似た別種も存在している。
ウパー（パルデアのすがた）
分類：どくうおポケモン、タイプ：どく・じめん、高さ：0.4m、重さ：11.0kg、特性: どくのトゲ / ちょすい。
一般的なウパーと異なり、毒の粘膜で全身を覆われているため茶色い姿になっている。
ケンタロス（パルデアのすがた）
分類：あばれうしポケモン、タイプ：かくとう、高さ: 1.4m、重さ：110.0kg、特性: いかく/ いかりのつぼ。
一般的なケンタロスと異なり、体は真っ黒。

## 音楽
エド・シーランの「Celestial」が挿入歌として使用されている。。
トビー・フォックスが複数曲提供している。

## 開発
本作は株式会社ポケモンがプロデュースとブランドマネジメント、ゲームフリークがポケモンの3Dアセットの仕様設計を含めたゲーム開発全般、そして、クリーチャーズがポケモンの3Dアセット制作をそれぞれ担当した。
また、キャラクターデザイナーとして大村祐介、 竹、 ジェイムス・ターナー、市川春子、水谷恵、島崎麻里が参加した。
本作には400種類以上のポケモンが登場し、うち約120種類が新規のポケモンである。このため、担当アニメーターによって作風にばらつきが出ないようにするため、モデラーが表情設定を参考に作成した表情のプリセットが用いられた。
本作を初出とするポケモンについては、ゲームフリークが三面図をはじめとする設定資料やモーションの指示書を作り、それを基にクリーチャーズがモデリングを行う。ただし、ゲームフリークからの設定資料は攻撃モーションが中心であるため、種族としての個性や感情表現など細かいところは、株式会社ポケモンとゲームフリークの監修が通った後に、クリーチャーズ社内ですり合わせが行われる。また、アニメーターが生態やポーズ集などをもとに資料を集めたり、スタッフたちで話し合ってポケモンの動作のイメージを固めていく。
このうち実在の生物をモチーフとしたポケモンの場合は、モチーフ元の生物の動画から研究を重ねる。例えば、犬をモチーフとしている場合、犬種によってうれしい時の尻尾の振り方が異なるため、イメージに近いところまで検討する。また、複数の生物や無生物がモチーフに含まれている場合は、それぞれの要素を入れる範囲も検討する。たとえば、犬と食べ物のパンをモチーフとしたパピモッチの場合、体表はもっちりしっとりしたパン生地を想定している一方、小型犬の動きやしぐさも重視されている。また、無生物のみをモチーフとした場合は、生物らしさを出すことが重視された。たとえば、U字型磁石のような足をもつスナノケガワというポケモンの場合、接地時に周辺の砂鉄を集めてしまうという設定を反映するため、動画を通じて砂鉄の研究が行われた。
一方、既出のポケモンのモーション流用はあるものの、本作向けに調整したり、モーションを追加することもあった。また、ゲームフリークの提案により将来を見越してジョイントの仕様を変更したことによって、従来作品のモーションをそのまま流用することが難しくなったため、スタッフ間で話し合いながら移行に向けたデータを整理していった。他方、過去作品ではテクスチャで表現していた表情をジョイントで表現できるか精査する必要もあった。たとえば、ヌメラというポケモンの場合、テクスチャでは身体を縦横に伸び縮みさせても表情が崩れることは少なかったが、メッシュ化では再現しづらい表情があったため調整が重ねられた。その結果、テクスチャでは段階的な表現しかできなかった目や口の開閉がより自然な表現となった。オープンワールド化によるシンボルエンカウントシステムの採用もモーション改修の理由の一つであり、過去作品のモーションデータの中には30fpsを想定していたものもあったため、60fpsでつくり直すこともあった。たとえばナゲツケサルというポケモンの場合、過去作品では待機から走る時のモーションの遷移を想定していなかったため、待機時と走る時では木の実の持ち方が異なっていた。これに対し本作では走る時のモーションを変更し、木の実を手にしたまま走る動作となった。
キャラクターのセッティングができたら、モーション用の仮モデルを使ってMaya上でテストを行い、それが通れば残りのモーションを作る。そして、仮モデルと本番用のモデルを差し替え、さらにモーションをブラッシュアップしていく。
本作においては、背景の質感や形状をリアル寄りにしつつも、デフォルメされたポケモンや人物と統合しても違和感のないようにするというルックコンセプトがたてられた。
ポケモンには、種類の身体サイズや密度などに合わせて陰影を調整するSSS（Subsurface Scattering）という手法が用いられており、たとえばラブトロスというポケモンの場合、同じ白でも頭の毛の部分と身体にまとった雲の部分で異なる陰影の数値が割り振られている。
また、「テラスタル」の場合、本体となるポケモンのモデルはそのままにマテリアルを差し替えて数種類のマップやテクスチャを適用して宝石のような質感を表現している。
主人公のキャラクターメイキングシステムは、Mayaのラティス機能を用いて目尻の上げ下げや口の大きさなどを制御する形で実現した。ただし、すべての部位を細かく調整できるようにしてしまうと煩雑になってしまうため、各部位の変形値の組み合わせをプリセットとして登録した。
なお、主人公の表情は顔を五つのパーツに分けたモーフターゲットとして作り、ラインタイムではまずこのモーフターゲットを適応し、ラティスの反映を行うことで、キャラクターの顔の形状を表現した。

### 環境音
『LEGENDS アルセウス』におけるポケモンの鳴き声は通常の5種類（図鑑用、喜び、怒り、悲しみ、気付き）に加え、距離に合わせた差分を3種類用意するという手法がとられていた。この手法はポケモン1体につき15種類の鳴き声が必要となるため、本作のようにたくさんポケモンが出てくる作品には不向きだった。また、通常用の鳴き声のバリエーションが少ないことに加え、作品によって音源や作り方が違う分波形の性質もバラバラであるため、一律に処理をかけられるものではなかった。加えて、鳴き声自体の認知度も高いため、下手に追加するとイメージが台無しになってしまうおそれがあった。
そこで、シリーズで環境音スタッフとして参加してきたコネクテコ代表取締役の北村一樹氏は、シリーズの楽曲を手がけてきた増田順一と一之瀬剛に相談し、5つのアドバイスを得た。
1. ポケモンは“ふしぎな生き物”であって“動物”ではない
2. クリエイティブされた生き物である
3. ライオンからインスパイアされたポケモンに、ライオンの声を使うのは違う
4. クリエイティブが挟まっていることが大事
5. その音になってユーザーが喜ぶかが大事！

アドバイスを受けた北村は最後の二つを今後の音づくりの柱とした。
本作におけるポケモンの鳴き声作りにおいては「声の差分を増やして表現力を上げる」「オリジナルのニュアンスを保ったまま差分を作る」「大量のアセットを効率的に生成する」「『ポケットモンスター 赤・緑』から最新世代までを同じワークフローで作る」という課題があった。これらの課題を解決するため、プロシージャルサウンド生成ツール「GameSynth」をベースとした専用ツール「PokeSynth（ポケシンセ）」が導入された。このソフトでは様々な方法でポケモンの鳴き声に演技を付け、それをもとにたくさんの鳴き声を作り出すことができる。たとえば、ピカチュウの鳴き声の場合、マウスで右肩上がりの線を描くと鳴き声が尻上がりになる一方、下降する短い線を描くと鳴き声のトーンが沈んでいく。また、本作に登場するミライドンとコライドンがサンドイッチを食べる場面の鳴き声は北村の演技がもとになっている。加えて、これらの加工をパッチ処理で一括反映させることも可能である。
本作では、生き物の生態をリアルに表現するため、活動が想定される場所や時間帯、天候及び習性を定義して制御するという目標が建てられた。北村は動物の習性を研究するため、山や動物園へ取材に行き、「動物が鳴くタイミングには、身体の大きさや時間帯が関係すること」「時間の移り変わりで鳴く生物の種類が変わること」などを知った。これを踏まえ、バトル上のタイプとは別にポケモンを「鳥ポケモン系」や「虫ポケモン系」など系列ごとに分類し、たとえば鳥ポケモン系は自然の鳥類における鳴き交わし（コールアンドレスポンス）を取り入れるなど、系列に合った鳴き方を設定していった。
一方、ポケモンの鳴き声以外の環境音は『 ポケットモンスター ハートゴールド・ソウルシルバー 』から導入されていたものの、これらの作品では音を出すポイントの設定を手作業で行っていたため、コストの高騰を招いていた。『LEGENDS アルセウス』では発音用のエリアの距離に応じて鳴るという手法がとられたものの、それでもまだコストが高いうえ、地形の変化や複雑な地形には対応しきれなかった。そこで本作は地形に応じた「発音点」を自動で配置する方法が採用された 。たとえば木に関する音は木のある位置に「発音点」が設定され、水は3DCGツールの「Houdini」で割り出した水と陸の境目に「発音点」がおかれた発音点の設定にはWwiseというソフトが使われており、サウンドのデバッグにもWwiseProfilerが採用された。

## 反響
発売当初から動作が不安定であるといった指摘が寄せられた。これに対して株式会社ポケモンは『いただいたご意見を真摯に受け止め、これからも改善を続けてまいります。』とポケモンオフィシャルサイト内のお知らせにてアナウンスした。
本作の登場人物であるナンジャモはかわいらしいルックスや独特の口調からファンの人気を集めていた。
2023年9月、日本ゲーム大賞2023で、対象期間中の最多販売本数を記録したことでベストセールス賞を受賞。また、優秀賞 日本作品部門にも選出された。
発売から2年が経過した2024年11月18日には国内の販売本数が830万本に達したことが発表され、長らく『ポケットモンスター赤・緑』が保持していたシリーズ国内最多販売本数（822万本）を更新した。

## メディアミックス

### Webアニメ
『放課後のブレス』（ほうかごのブレス）のタイトルで、本作のWebアニメが公開。2023年9月6日よりポケモン公式YouTubeチャンネルにて配信された。全4話。

#### オリジナルキャラクター（Webアニメ）
オハラ
声 - 若山詩音
アカデミーの生徒の一人。ひかえめな性格。フルート奏者として高い実力をもつが、プレッシャーを感じている。
ホゲータ
声 - 愛河里花子
オハラのパートナー。

アリキス
声 - 寿美菜子
アカデミーの生徒の一人。いじっぱりな性格。ポケモンバトルが好きで、ブルーベリー学園に通う兄の強さに憧れている。現在はネモに連敗中。
マスカーニャ
声 - 真堂圭
アリキスのパートナー。

ホーマ
声 - 麻鈴
アカデミーの生徒の一人。むじゃきな性格。報道部に所属しており、常に特ダネを探している。ポケモンの生態にも詳しい。
クワッス→ウェルカモ
声 - 光部樹
ホーマのパートナー。

#### スタッフ（Webアニメ）
- 監督 - 竹下良平[51]
- シリーズ構成 - 竹下良平、内海照子
- キャラクターデザイン - 小島崇史[51]
- サブキャラクターデザイン - 小林祐、鳥井なみこ、澤井駿
- プロップデザイン - 鳥井なみこ
- 色彩設計 - 中村絢郁[51]
- 美術監督 - 船隠雄貴[51]
- 3D監督 - 廣住茂徳[51]
- 撮影監督 - 川下裕樹[51]
- 編集 - 肥田文[51]
- 音響監督 - 三間雅文[51]
- 音楽 - Kevin Penkin[51]
- 音楽制作プロデューサー - 飯島弘光
- 企画・プロデュース - 舘愛美
- プロデューサー - 和田丈嗣、中武哲也
- アニメーションプロデューサー - 山中一樹
- アニメーション制作 - WIT STUDIO[51]

#### 各話リスト
| 話数  | サブタイトル | 脚本                       | コンテ                                                  | 演出                                                    | 作画監督                                           | 配信日        |
| ----- | ------------ | -------------------------- | ------------------------------------------------------- | ------------------------------------------------------- | -------------------------------------------------- | ------------- |
| 第1話 | 息をふく     | 内海照子                   | 竹下良平                                                | つしまゆりか                                            | 鳥井なみこ 近藤綾 つしまゆりか                     | 2023年 9月6日 |
| 第2話 | 息をのむ     | 内海照子 佐藤慧介 竹下良平 | 黄捷 五十嵐祐貴                                         | 黄捷                                                    | 小磯由佳 新垣一成                                  | 10月18日      |
| 第3話 | 息をつく     | 佐藤慧介                   | 片桐崇                                                  | 片桐崇                                                  | 西原理奈子 うなばら海里 常磐兼成 近藤綾            | 11月22日      |
| 第4話 | 息をあわせて | 佐藤慧介                   | 神谷雄貴 （MVパート） つしまゆりか （エピローグパート） | 神谷雄貴 （MVパート） つしまゆりか （エピローグパート） | 長澤翔子 倉谷亮多 中川洋未 西原理奈子 つしまゆりか | 12月13日      |

### 小説・楽曲
本作の発売1周年を記念して、武田綾乃による短編小説『きみと雨上がりを』が、2023年11月10日に公開された。転校生の少女・アンナとの冒険を、ネモの目線で描くストーリー。また、全国のポケモンセンター・ポケモンセンター出張所・ポケモンセンターオンラインでの購入特典として冊子版も配布された。
この小説を原作として制作された、YOASOBIによるインスパイアソング『Biri-Biri』が2023年11月18日に配信された。また、同曲のMVも同日に公開された。